# Alexandra Barre
Alexandra Barre, född den 29 januari 1958 i Budapest, Ungern, är en kanadensisk kanotist.
Hon tog OS-silver i K-2 500 meter och OS-brons i K-4 500 meter i samband med de olympiska kanottävlingarna 1984 i Los Angeles.